# Италия на «Евровидении-2014»
Италия принимает участие в конкурсе песни «Евровидение 2014» в Копенгагене, Дания. Представитель был выбран путём внутреннего отбора, организованным итальянским национальным вещателем «RAI».

## Внутренний отбор
22 января 2014 года, «RAI» объявила, что Эмма Марроне была выбрана в качестве представителя Италии на «Евровидении 2014». В конкурсе 2014 года «RAI» решила отказаться от выбора исполнителя путём фестиваля Сан-Ремо, который с 2011 года был методом отбора представителя Италии.

## На Евровидении
Как член «Большой пятёрки», Италия автоматически имело право на место в финале, который состоялся 10 мая 2014 года. В дополнении Италии был передан шанс голосовать во втором полуфинале, который прошёл 8 мая 2014 года.